# جوایز سالیانه دستاوردهای برتر در ورزش
جوایز سالیانهٔ دستاوردهای برتر در ورزش (ESPY؛ مخفف Excellence in Sports Performance Yearly Awards) یک برنامه تلویزیونی سالانه جوایز ورزشی آمریکایی است که توسط بنیاد ای‌اس‌پی‌ان از سال ۱۹۹۳ تولید می‌شود و دستاوردهای ورزشی فردی و تیمی و سایر عملکردهای مرتبط با ورزش را در طول سال قبل از آن معرفی و از آنها تقدیر می‌کند. از سال ۲۰۲۱، این مراسم به‌طور زنده از شبکه تلویزیونی ABC پخش می‌شود. همان‌طور که سبک مشابه گرمی (برای موسیقی)، امی (برای تلویزیون)، جایزه اسکار (برای فیلم)، و تونی (برای تئاتر)، ESPY نیز توسط یک سلبریتی مطرح میزبانی می‌شود. معمولاً طرح‌های کمدی نیز در این برنامه تلویزیونی گنجانده می‌شود.
از آغاز نمایش این برنامه تا سال ۲۰۰۴، برندگان جایزه ESPY تنها از طریق رای‌گیری توسط طرفداران انتخاب می‌شدند. اما از سال ۲۰۰۴، افرادی همچون نویسندگان ورزشی، گزارشگران ورزشی، مدیران ورزشی، ورزشکاران و در مجموع کلیه کارشناسان حوزه ورزش نیز رای می‌دهند. پس از آن، برندگان جوایز منحصراً از طریق رای‌گیری آنلاین جهانی طرفداران که از میان نامزدهای انتخاب شده توسط کمیته نامزد منتخب ESPY انتخاب شده‌اند، انتخاب می‌شوند.

## امور خیریه
بخشی از درآمد حاصل از فروش بلیت‌های این رویداد به بنیاد خیریه وی (V) اختصاص می‌یابد، بنیاد خیریه V یک مؤسسه خیریه است که توسط جیم والوانو، مربی بسکتبال دانشگاهی برای ترویج تحقیقات سرطان تأسیس شده است. والوانو در اولین اجرای تلویزیونی مراسم ESPY در ۳ مارس ۱۹۹۳، ۵۵ روز قبل از مرگش بر اثر آدنوکارسینوم متاستاتیک، شکل‌گیری این بنیاد خیریه را اعلام کرد.

## ارجاع به بیرون
- ویکی‌پدیای انگلیسی؛ ESPY Awards